# Ноултон Тауншип (Нью-Джерсі)
Ноултон Тауншип (англ. Knowlton Township) — селище (англ. township) в США, в окрузі Воррен штату Нью-Джерсі. Населення — 2894 особи (2020).

## Демографія
Згідно з переписом 2010 року, у селищі мешкало 3055 осіб у 1097 домогосподарствах у складі 864 родин. Було 1212 помешкання
Расовий склад населення:
| - 96,1 % — білих - 0,9 % — чорних або афроамериканців - 0,9 % — азіатів - 0,3 % — корінних американців |

До двох чи більше рас належало 1,0 %. Частка іспаномовних становила 3,6 % від усіх жителів.
За віковим діапазоном населення розподілялося таким чином: 23,3 % — особи молодші 18 років, 64,0 % — особи у віці 18—64 років, 12,7 % — особи у віці 65 років та старші. Медіана віку мешканця становила 44,8 року. На 100 осіб жіночої статі у селищі припадало 101,7 чоловіків;  на 100 жінок у віці від 18 років та старших — 98,1 чоловіків також старших 18 років.
Середній дохід на одне домашнє господарство  становив 103 861 долар США (медіана — 88 259), а середній дохід на одну сім'ю — 108 487 доларів (медіана — 99 671). Медіана доходів становила 62 153 долари для чоловіків та 47 037 доларів для жінок. За межею бідності перебувало 4,6 % осіб, у тому числі 11,6 % дітей у віці до 18 років та 5,7 % осіб у віці 65 років та старших.
Цивільне працевлаштоване населення становило 1411 осіб. Основні галузі зайнятості: освіта, охорона здоров'я та соціальна допомога — 20,6 %, виробництво — 14,2 %, фінанси, страхування та нерухомість — 12,7 %.